# Cheek to Cheek (chanson)
Pour les articles homonymes, voir Cheek to Cheek.
Cheek to Cheek est une chanson de jazz composée par Irving Berlin en 1935 pour le duo Fred Astaire/Ginger Rogers du film Le Danseur du dessus (1935).

## Reprises
Elle a été reprise au milieu d'autres compositions d'Irving Berlin dans le film On the Avenue de Roy del Ruth en 1937.
Si Billie Holiday reprend la chanson en 1956, la chanteuse américaine Hildegarde l'interprète en 1935 avec Carroll Gibbons en français.
En 1956, elle est interprétée par Ella Fitzgerald et Louis Armstrong
En 1985, la chanson, toujours dans la version chantée par Fred Astaire, est jouée pendant le générique d'ouverture et, de nouveau, à la fin du film La Rose pourpre du Caire de Woody Allen.
Cette chanson apparait à la fin du film Les Misérables (1995) de Claude Lelouch, est ajoutée à la bande originale du film Le Patient anglais (1996) de Anthony Minghella et apparaît aussi dans La Ligne verte (1999) de Frank Darabont et dans la comédie australienne Me Myself I de Pip Karmel la même année.

## Distinctions
En 2000, la version interprétée par Fred Astaire reçoit le Grammy Hall of Fame Award.
En 2004, elle est classée 15e au classement AFI's 100 Years... 100 Songs des plus grandes chansons du cinéma américain selon l'American Film Institute (AFI).